# NGC 2849
NGC 2849 (другие обозначения — OCL 756, ESO 314-SC13) — рассеянное скопление в созвездии Парусов. Открыто Джоном Гершелем в 1838 году.
Это скопление достаточно компактно, его угловой диаметр составляет 3 минуты дуги. NGC 2849 не слишком плотно населено и на его фоне располагается много звёзд, с ним не связанных. На диаграмме Герцшпрунга — Рассела наблюдается протяжённое красное сгущение, что указывает на различие в межзвёздном покраснении для разных звёзд скопления. Возраст скопления составляет от 0,85 до 1 миллиарда лет, металличность близка к солнечной, модуль расстояния для скопления составляет 13,8—13,9.
Этот объект входит в число перечисленных в оригинальной редакции «Нового общего каталога».